# Thwaitesia argentata
Thwaitesia argentata là một loài nhện trong họ Theridiidae.
Loài này thuộc chi Thwaitesia. Thwaitesia argentata được Tord Tamerlan Teodor Thorell miêu tả năm 1890.